# Pratt-Knoten

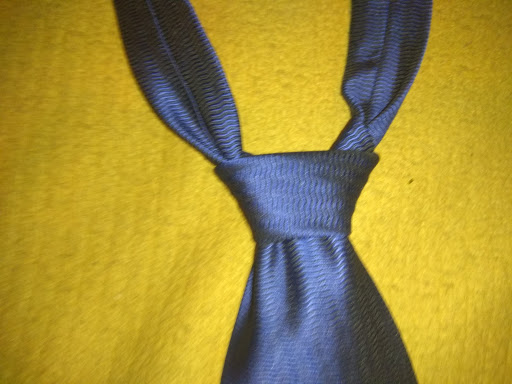
Krawatte mit Pratt-Knoten

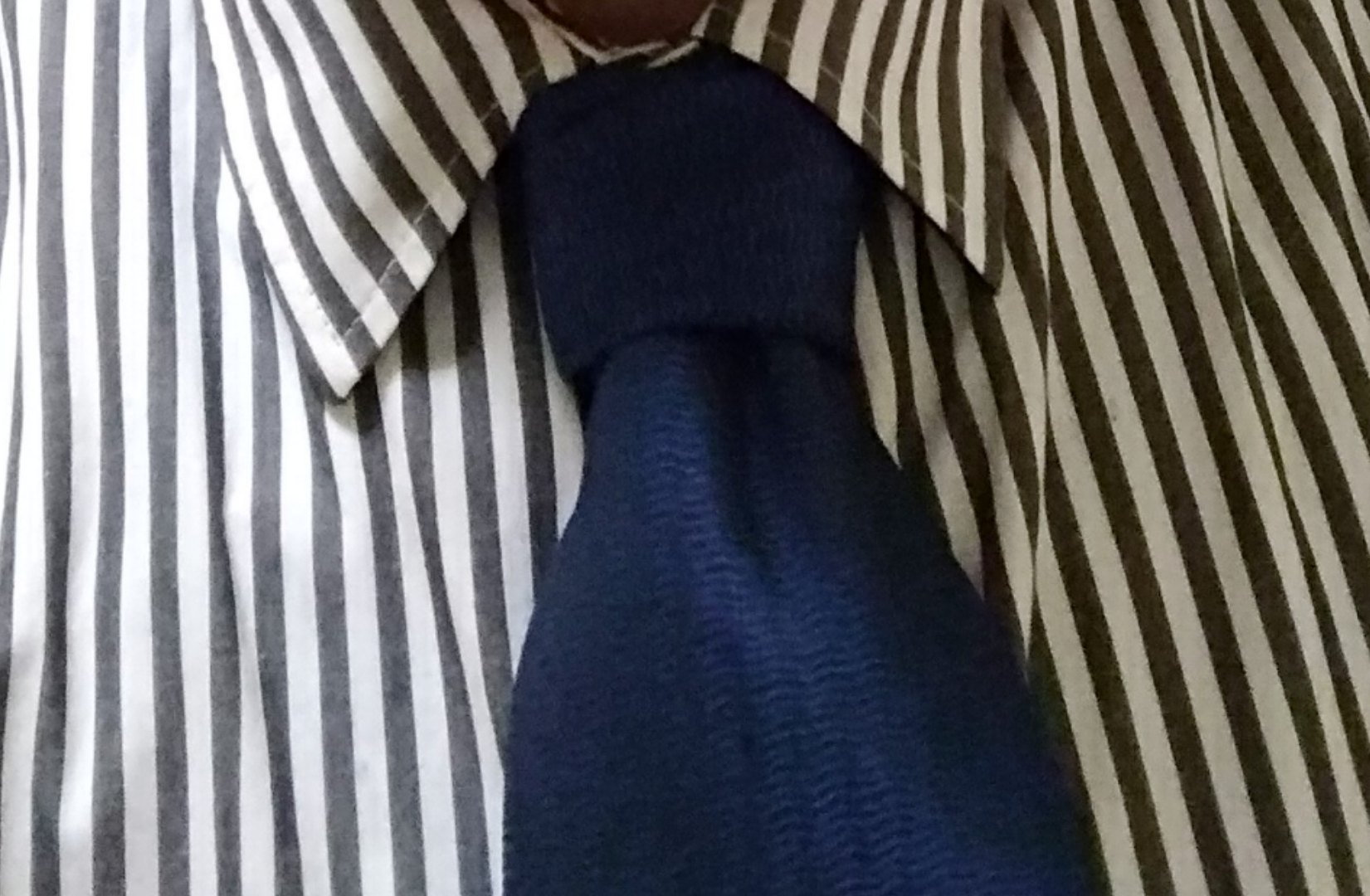
Krawatte mit Pratt-Knoten

Der Pratt-Knoten (auch als Shelby-Knoten bezeichnet) ist als Krawattenknoten eine Möglichkeit, eine Krawatte zu binden. Dieser Knoten ist kein selbstlösender Knoten.

## Entstehung
Der Pratt-Knoten ist nach Jerry Pratt, Mitglied der United States Chamber of Commerce (US-amerikanische Handelskammer) benannt, der ihn täglich trug. Der zweite Name, Shelby-Knoten, hat seinen Namen nach dem Moderator Donald Shelby, der seine Krawatte so gebunden in seinen Fernsehsendungen umhatte. Pratt trug den Knoten etwa 30 Jahre lang, bevor Shelby 1989 Pratt und den Knoten im Lokalfernsehen bekannt machte. Pratt brachte Shelby den Knoten in der Sendung bei, woraufhin Shelby ihn zu tragen begann. Im selben Jahr wurde der Pratt-Knoten zum ersten Mal in The New York Times und dem The Daily Telegraph genannt, wodurch er weltbekannt wurde. Der Knoten wurde bereits während der Zeit des Zweiten Weltkriegs populär, damals war er unter dem irreführenden Namen Umgekehrter halber Windsor bekannt.
Der Pratt-Knoten ist „der jüngste unter den Klassikern“.

## Beschreibung
Der Pratt-Knoten gehört zu den vier klassischen Krawattenknoten. Er ist ein mittelgroßer symmetrischer Krawattenknoten und wird daher gern als Alternative zum Kleinen Knoten oder zum Four-in-Hand (auch Einfacher Knoten genannt) benutzt. Dieser Knoten benötigt zudem weniger Stoff als der Windsorknoten. Die Größe liegt zwischen dem Four-in-Hand-Knoten und dem Halben Windsorknoten.
Da der Pratt-Knoten weniger Länge als der Windsorknoten benötigt, eignet er sich sehr gut für große Männer mit einer Körpergröße von über 1,80 Metern. Daher können auch kürzere oder schwerere Krawatten verwendet werden.
Der Knoten kann für alle Gelegenheiten genutzt werden. Grundsätzlich ist er für jede Krawatte geeignet, für sehr dicke Krawatten wird er nicht empfohlen. Er passt für alle formelle und halbformelle Anlässe, wird jedoch für „formellste Situationen“ nicht empfohlen. Der Pratt-Knoten passt gut zu mittelgroßen Gesichtern, da der Windsorknoten bei manchen Männern das „Gesicht in den Schatten stellt, während der Pratt-Knoten ihre Proportionen vervollständigt“. Er eignet sich für „geknöpfte und gespreizte Kragen“. Ist der Kragen zu weit oder sitzt die Krawatte nicht fest genug, ist die Naht der Krawatte zu sehen.

## Bindung
Der Pratt-Knoten gilt als einfach zu binden. Die Krawatte wird mit der Rückseite (der Seite mit der Naht) nach vorn um den Hals gelegt, wobei das breite Ende das längere Ende ist. Das breite Ende wird hinter dem dünnen Ende geführt und von oben durch die Halsschlinge gelegt. Mit der Vorderseite nach vorn wird das breite Ende über den Knoten gelegt, das breite Ende kommt daraufhin hinter den Knoten und wird durch die Schlaufe auf der Vorderseite gezogen.